# 1450 Raimonda
1450 Raimonda је астероид главног астероидног појаса са пречником од приближно 14,88 .
Афел астероида је на удаљености од 3,059 астрономских јединица (АЈ) од Сунца, а перихел на 2,165 АЈ.
Ексцентрицитет орбите износи 0,171, инклинација (нагиб) орбите у односу на раван еклиптике 4,864 степени, а орбитални период износи 1542,248 дана (4,222 године).
Апсолутна магнитуда астероида је 11,90 а геометријски албедо 0,138.
Астероид је откривен 20. фебруара 1938. године.